# Castello di Statto
Il castello di Statto è una fortezza che si trova nell'omonima frazione del comune italiano di Travo, in provincia di Piacenza.
Posto sulla sponda sinistra della Trebbia in un punto rilevato rispetto al fiume, controllava, con il non lontano castello di Rivalta e con i castelli di Montechiaro e Rivergaro, posti sulla sponda opposta, l'accesso alla val Trebbia dalla pianura Padana.

## Storia
Statto deve il suo nome ad una stazione di posta romana, posta sulla strata che dal castrum di Piacenza si inoltrava nella val Trebbia e garantiva il collegamento con Genova e, quindi, con il mare.
La prima citazione della presenza del castello risale al 1296, anno in cui Casellasco dei Casellaschi lo cedette a Ottone Codognelli. Nel 1323 Giannino e Tommaso Codognelli, figli di Ottone, vendettero a loro volta l'edificio alla famiglia Anguissola. In questo periodo il castello fu attivamente coinvolto nelle lotte tra guelfi e ghibellini per il controllo della zona di Piacenza, venendo occupato nel 1373 da alcune milizie fedeli al papa nell'ambito della guerra che vedeva Galeazzo II Visconti contrapposto ad Amedeo VI di Savoia, quest'ultimo alleato con il papa.
Nel 1438 Statto venne infeudato, da parte del duca di Milano Filippo Maria Visconti, a Bartolomeo Anguissola. La famiglia mantenne il controllo sul castello fino al 1452 quando Francesco Sforza requisì il castello a seguito dell'appoggio dato da Onofrio Anguissola ad una rivolta contro la sua persona. Arrestato e imprigionato, Onofrio Anguissola venne poi condannato a morte per decapitazione nel castello di Binasco nel 1464. Il castello, così come altri terreni precedentemente di proprietà dell'Anguissola, passò, quindi, a Giovanni Francesco Attendolo, che ricopriva la carica di consigliere del duca. Alla sua morte il feudo ritornò agli Anguissola nella persona di Antonio Anguissola, tuttavia poco dopo il nuovo duca di Milano Galeazzo Maria Sforza concesse Statto al nobile di origine partenopea Antonio Caracciolo, che aveva sposato Bartolomea Anguissola, figlia di Onofrio.
Nel 1516, in contemporanea a diversi assalti dei ghibellini ai manieri di fede opposta, il conte Pier Bernardino Anguissola riuscì a prendere possesso del castello. La famiglia Caracciolo tuttavia riuscì a recuperare presto la sua proprietà, tanto che quando nel 1521 il castello venne occupato dal conte Pier Maria Scotti, in fuga da Piacenza dopo un fallito tentativo di occuparla, egli estromise dal castello il cognato e legittimo proprietario Gian Ludovico Caracciolo. In seguito a questo episodio il castello venne cinto d'assedio da parte di Gerolamo Trivulzio, vice governatore di Piacenza, tuttavia lo Scotti riuscì a scampare alla cattura fuggendo verso la val Nure.
Tornato stabilmente ai Caracciolo, nel 1523 la proprietà venne divisa in due parti tra i figli di Gian Ludovico; nel 1557 Antonio Caracciolo di Mezzano lasciò la sua parte di proprietà al fratello Gian Francesco di Macerato, mentre nel 1626 Roberto di Spettine, ultimo membro del ramo, cedette la sua quota a Ludovico di Pradovera, il quale morì poi nel 1656 senza discendenti. Metà del castello e del feudo furono quindi requisite dalla Camera Ducale, tuttavia questa mossa generò una serie di contese che furono risolte solo nel 1682 con la restituzione della porzione del castello ai rami di Macerato e Mezzano della famiglia Caracciolo. Nel 1702 la proprietà venne unificata sotto il conte Ottaviano di Macerato che aveva beneficiato della rinuncia al castello del conte Pietro di Mezzano, il quale riceveva in cambio il feudo di Pradovera. Il ramo dei Caracciolo di Macerato, tuttavia, si estinse nel 1782, e il castello ritornò tra i beni del ramo di Mezzano.
Nel 1896 si estinse anche il ramo di Mezzano della famiglia Caracciolo e il castello venne destinato a padre Giovanni Manzi, superiore del collegio Alberoni, per mezzo del quale pervenne alle figlie della carità, che ne mantenne la proprietà fino al 1926 quando il complesso fu acquistato dal conte Orazio Anguissola Scotti che avviò lavori di restauro e lo adibì a propria dimora per la stagione estiva.

## Struttura
L'aspetto del castello presenta i caratteri tipici dei fortilizi costruiti su impulso della famiglia Anguissola ed è costituito in gran parte da sassi e ciottoli provenienti dal greto del fiume Trebbia. La struttura, a pianta rettangolare, presenta corpi di fabbrica su tutti i lati eccetto quello meridionale, dove si trova unicamente una cortina muraria, sulla quale, a seguito di lavori compiuti tra il Seicento e i primi anni del Settecento, è stata aggiunta una decorazione che le conferisce l'aspetto di un palazzo dotato di merlatura.
Sugli angoli si trovano quattro torri a pianta circolare: quella posta sul vertice sud-occidentale è dotata di aperture arcuate, nel tipico stile delle altane rinascimentali, mentre quella di nord ovest presenta caditoie a scivolo, di forma piuttosto rara. Le torri, così come i lati, erano originariamente dotate di merli, poi successivamente murati, dal tipico stile ghibellino.
Secondo il professor Carlo Perogalli il castello potrebbe essere considerato "una tappa significativa del divenire dell'architettura castellana padana".
All'interno sono presenti sale dotate di soffitti a cassettoni, affreschi raffiguranti paesaggi, un camino in pietra decorato dallo stemma dei Caracciolo e la cappella situata in una delle torri.
All'esterno delle mura era originariamente presente un oratorio, crollato nel corso del XX secolo e di cui rimangono visibili alcuni resti.